# Таједин паша
Тај ал-Дин Челеби (Средњовековни Грчки: Τζαλαπής Τατζιατίνης; умро 24. октобра 1386. године) био је бег од Лимније у североисточној Анадолији од 1367. године, до своје смрти.

## Порекло и младост
Теорија о пореклу Таџ ал-Дина повезује га са династијом Селџука. Његов отац је био емир Доган Шах, туркменски владар који је одбио да дође под власт Еретне (владао 1335–1352) и заузео је Амасију. Доган Шах је протеран из региона 1341. године и повукао се у Никсар, који ће постати главни град државе. Умро је 1346. или 1348. године, а његов син Тај ал-Дин га је наследио.

## Владавина
Емир Таџ ал-Дин је у почетку био вазал владара Амасије, емира Шаџелдија, и плаћао је годишњи порез Еретнидима. У пролеће 1379. године, када је еретнидски везир Кади Бурхан ал-Дин покушао да повећа своју сферу утицаја нападом на Никсар заједно са султаном Ала ал-Дин Алијем (1366–1380. године), емир Таџ ал-Дин се одбранио и прекинуо је годишње плаћање, остваривши даљу аутономију или независност од њих. Одупро се другом походу Еретнида уз помоћ емира Шаџелдија. Међутим, он и емир Шаџелди су поражени 1381. године. Исте године, Кади Бурхан ал-Дин је прекинуо владавину династије Еретнид и уместо тога преузео титулу султана. Емир Таџ ал-Дин је затим опљачкао Акшехир (Ерзинџан) са емиром Токата, Саиди Хусамом.
У настојању да успостави пријатељске односе са њим, цар Алексије III Трапезундски (владао 1349–1390 године), удао је своју ћерку принцезу Евдокију. Цар Алексије III је 8. октобра 1379. године, довео своју ћерку са миразом у Енеон, где се венчала.